# Bolszaja Sieja
Bolszaja Sieja (ros. Большая Сея) – wieś (sieło) w Rosji, w Chakasji, w rejonie tasztypskim. W 2010 liczyła 433 mieszkańców.